# .gov
.gov (del inglés government, gobierno) es un dominio de Internet genérico que forma parte del sistema de dominios de Internet. Es utilizado exclusivamente por organismos del gobierno federal de los Estados Unidos. Fue uno de los dominios de nivel superior originales, establecidos en enero de 1985.
Estados Unidos es el único país que tiene un dominio de nivel superior específico para su gobierno, además de su dominio de nivel superior geográfico ccTLD. Ya que Estados Unidos controla el dominio de nivel superior .gov, sería imposible para cualquier otro país crear un dominio que termine en .gov, por ejemplo, .jp.gov.